# Abarth 595 Competizione

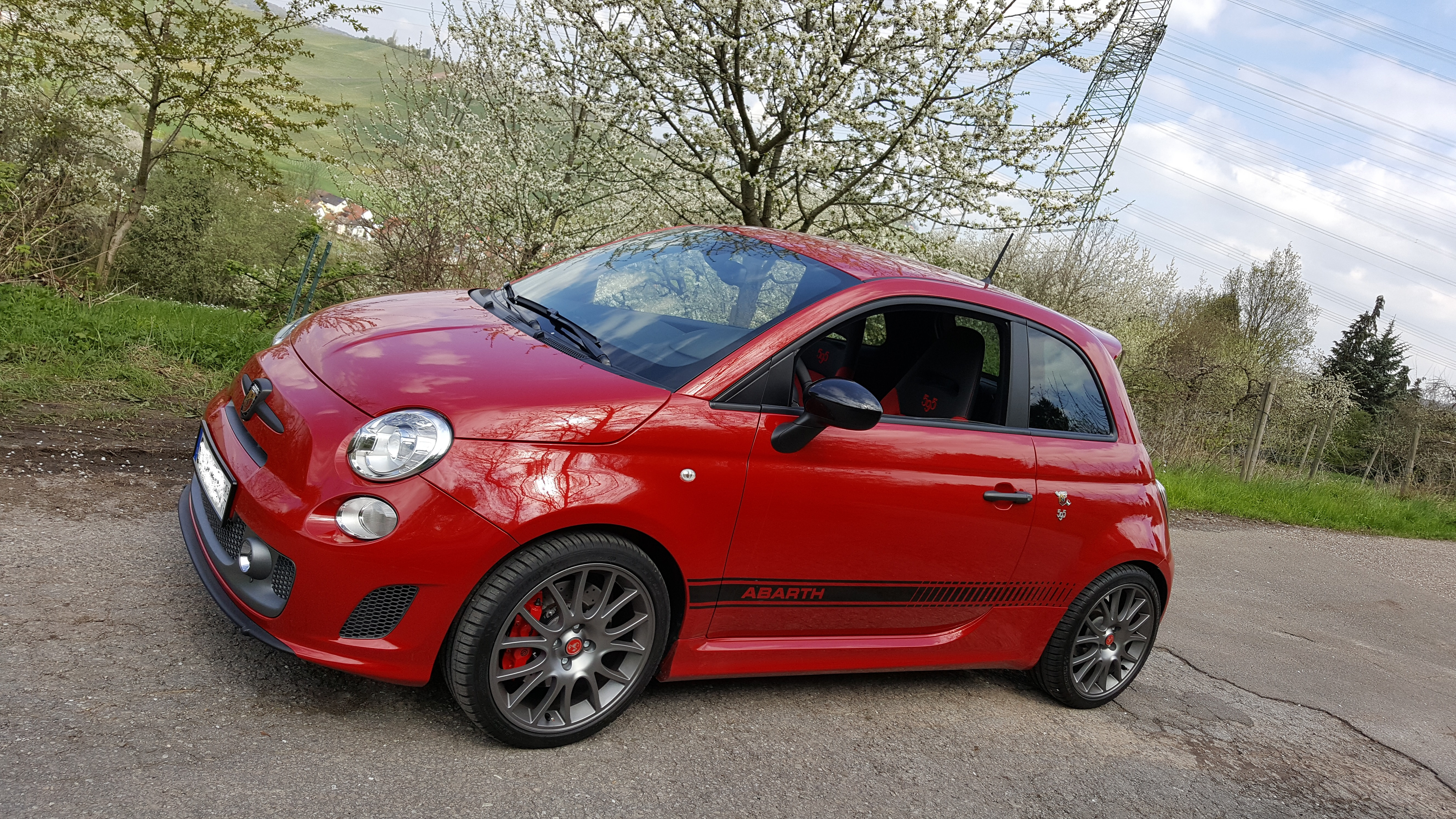
Competizione Serie 3

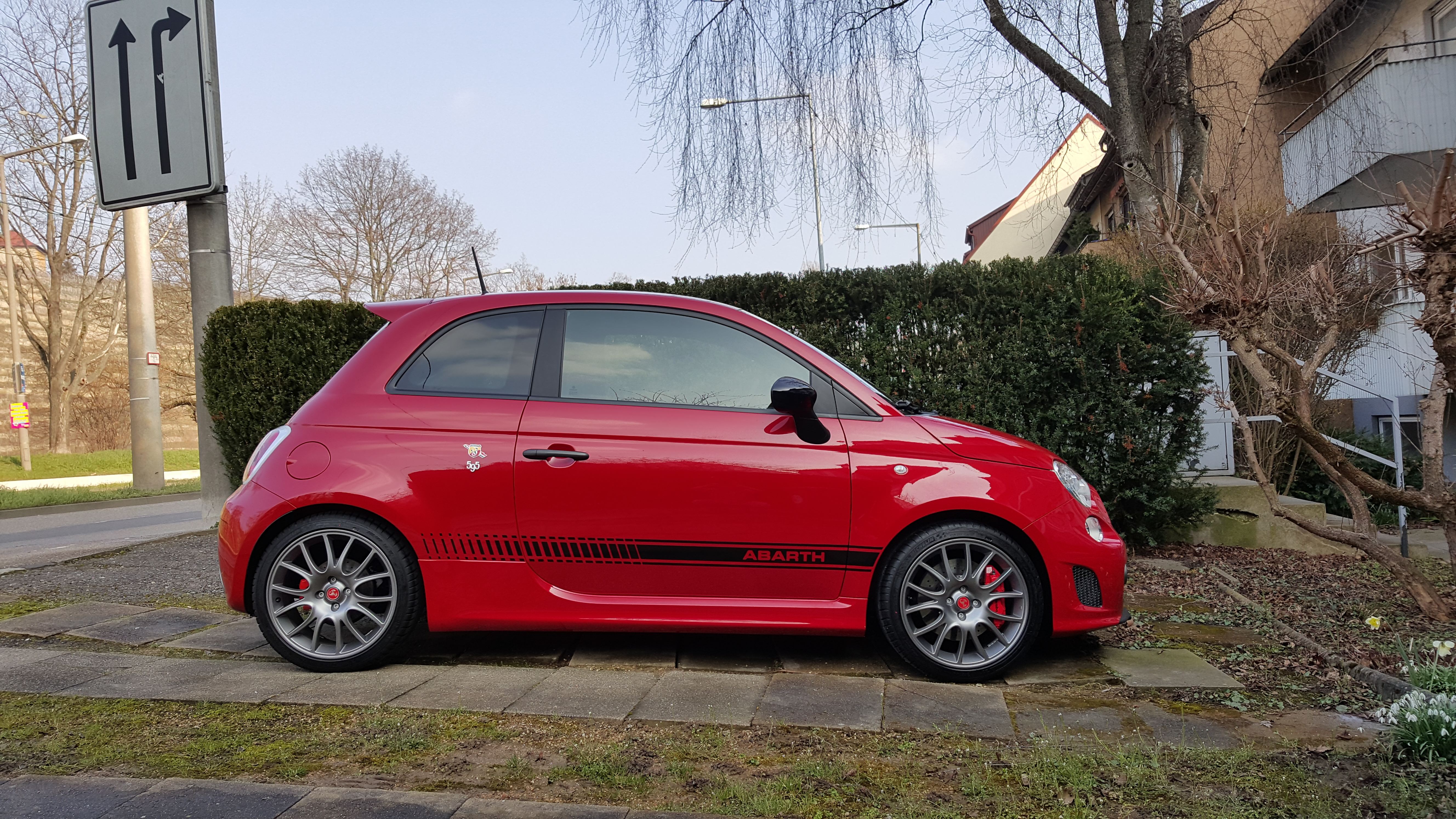
Competizione Serie 3

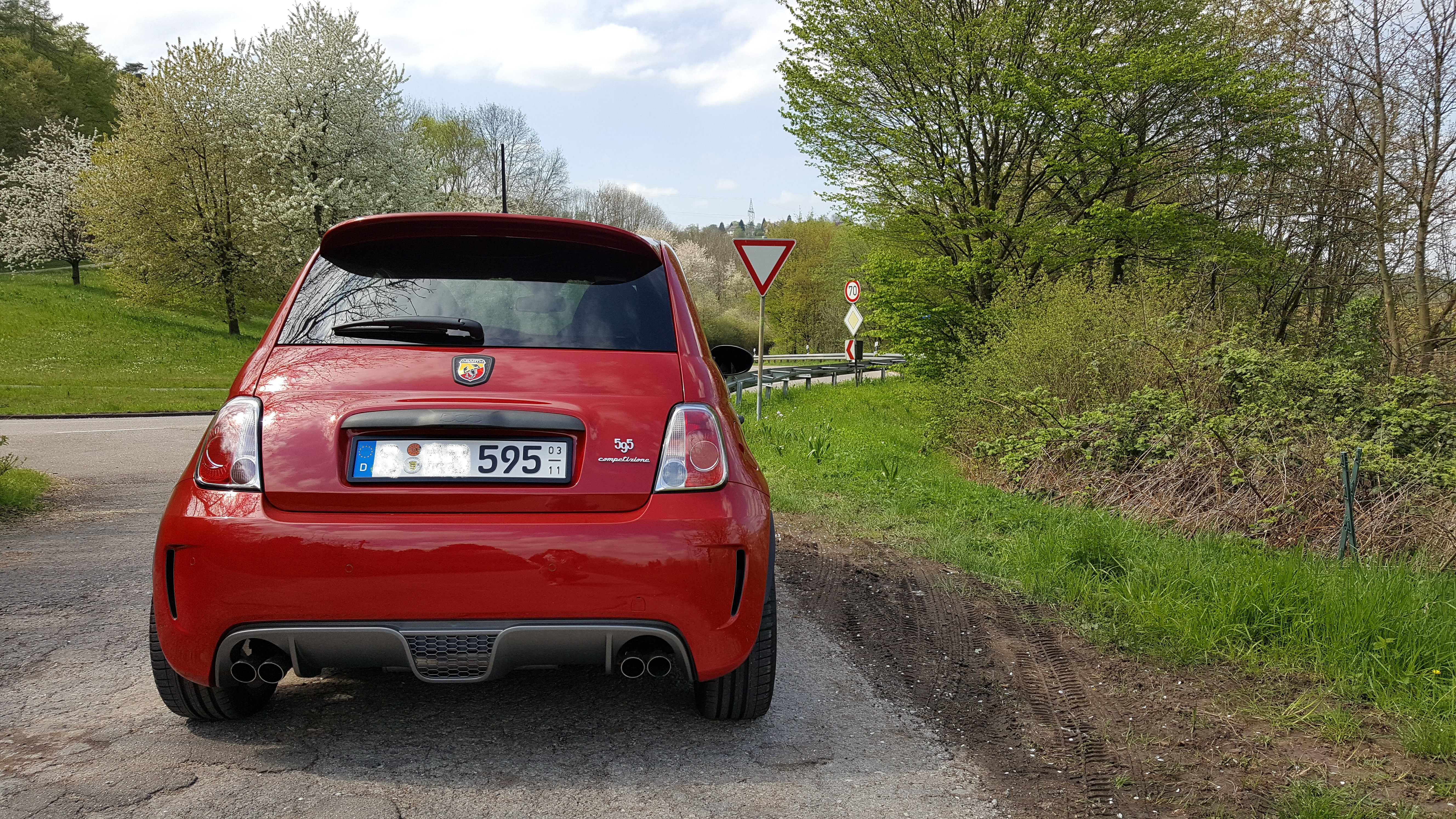
Competizione Serie 3

Der Abarth 595 Competizione ist ein sportlicher Kleinstwagen. Er basiert auf dem Fiat 500 und wird unter der Marke Abarth vermarktet. Er wird seit August 2012 angeboten.

## Abarth 695 Competizione
Im September 2011 wurde die Studie Abarth 695 Competizione vorgestellt. Diese war mit dem bekannten 1,4-Liter-Reihenvierzylinder-Turbo-Ottomotor (T-JET) mit mehr als 180 PS Leistung ausgestattet. Der Hubraum des Motors beträgt 1368 cm³ und war analog zum Abarth 695 Tributo Ferrari mit einem halbautomatischen Getriebe „Abarth Competizione“ gekuppelt. Die Beschleunigung von 0 auf 100 km/h wurde mit 7,0 s angegeben.

## Abarth 595 Competizione (160 PS)
Im August 2012 brachte Abarth dann gemeinsam mit dem Modell 595 Tourismo mit ebenfalls 160 PS den 595 Competizione auf den Markt. Auch dieser war mit dem 1,4-Liter-Reihenvierzylinder-Turbo-Ottomotor ausgestattet, hier mit 118 kW (160 PS). Das maximale Drehmoment des Motors betrug 230 Nm und war mit einem manuellen Fünfganggetriebe gekoppelt. Unter anderem waren 17-Zoll-Räder, adaptives Fahrwerk, Hochleistungsbremsen und Bi-Xenon-Licht serienmäßig. Der Basispreis lag bei 23.400 €. Gegen einen Aufpreis von 1700 € war auch die Cabriovariante 595C lieferbar. Das halbautomatische Getriebe (MTA) konnte gegen einen Aufpreis von 1300 € bestellt werden. Der Normverbrauch wurde mit 6,5 Litern auf 100 Kilometer angegeben.

## Abarth 595 Competizione Serie 3 (180 PS)

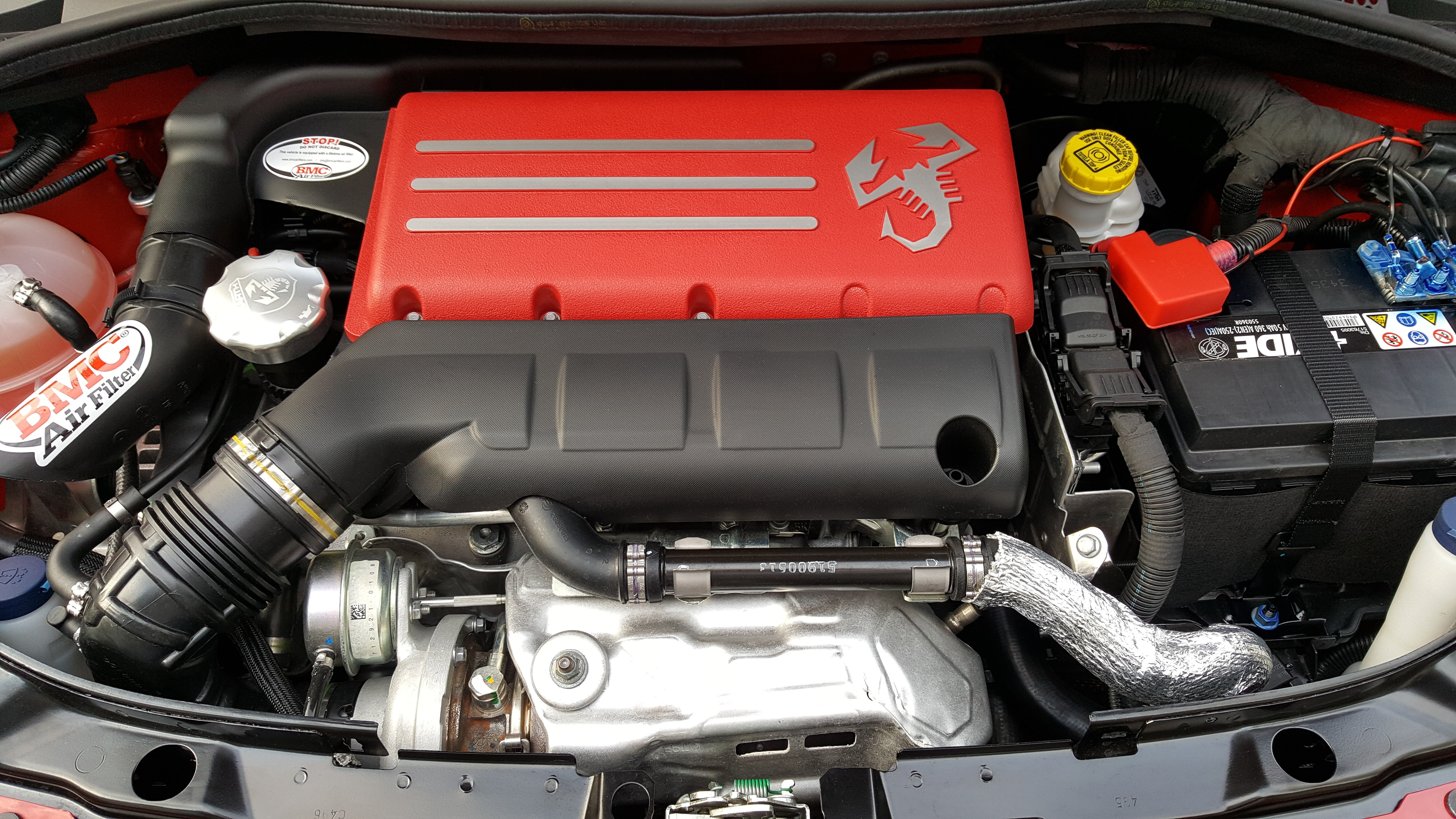
1,4-Liter T-JET

In der Zeit von Juni 2015 bis April 2016 wurde der Abarth 595 Competizione mit dem aus dem Abarth 695 Tributo Ferrari bekannten Motor mit Garrett-1446-Turbolader und 132 kW (179 PS) angeboten. Vom Tributo Ferrari stammten auch die 17-Zoll-Räder und die Brembo-Bremsanlage. Das Drehmoment betrug 250 Nm bei 3000 min−1, die Höchstgeschwindigkeit 225 km/h, und die Beschleunigung von 0 auf 100 km/h lag bei 6,7 s. Serienmäßig waren unter anderem das Koni-FSD-Fahrwerk, Sportsitze von Sabelt und ein Klappenauspuff Record Monza, das Bi-Xenon-Licht kostete nun Aufpreis. Der Basispreis lag bei 24.250 €, Cabrio und halbautomatisches Getriebe waren weiterhin auf Wunsch lieferbar. Der Normverbrauch wurde mit 6,0 Litern auf 100 Kilometer angegeben.

## Abarth 595 Competizione Serie 4
Im Juli 2016 ist die Serie 4 mit geändertem Front-, Heck- und Felgendesign, neuen Stoffen im Innenraum und 5-Zoll- (gegen Aufpreis 7-Zoll-) Multimedia-Einheit in den Handel gekommen.